# Furnas

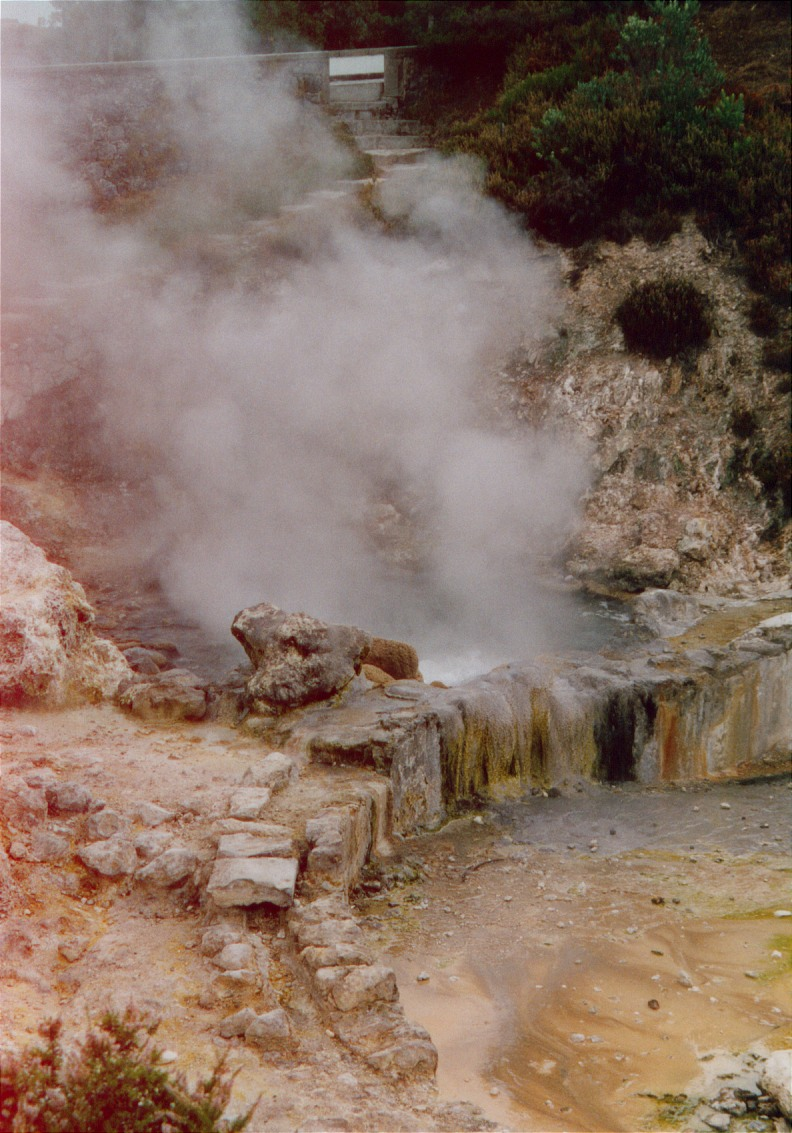
Varma vulkaniska källor i Furnas.

Furnas är en freguesia (kommundel) belägen i en gammal vulkankrater på östra delen av São Miguel, Azorerna. Furnas tillhör kommunen Povoação, har en area på 34.43 km² och en folkmängd på 1 439 invånare (2011). Byn är belägen latitud 39.7626 (37° 46' N), longitud 25.31667 (25°19' Ö) och 109 meter över havet.
Furnasdalen är känd för sin vulkaniska aktivitet, och det finns över tjugo varma källor i området.
Byns kyrka, Nossa Senhora da Vitória, är typisk för ön med sina svarta lavastenar i kontrast mot väggar i vit puts.

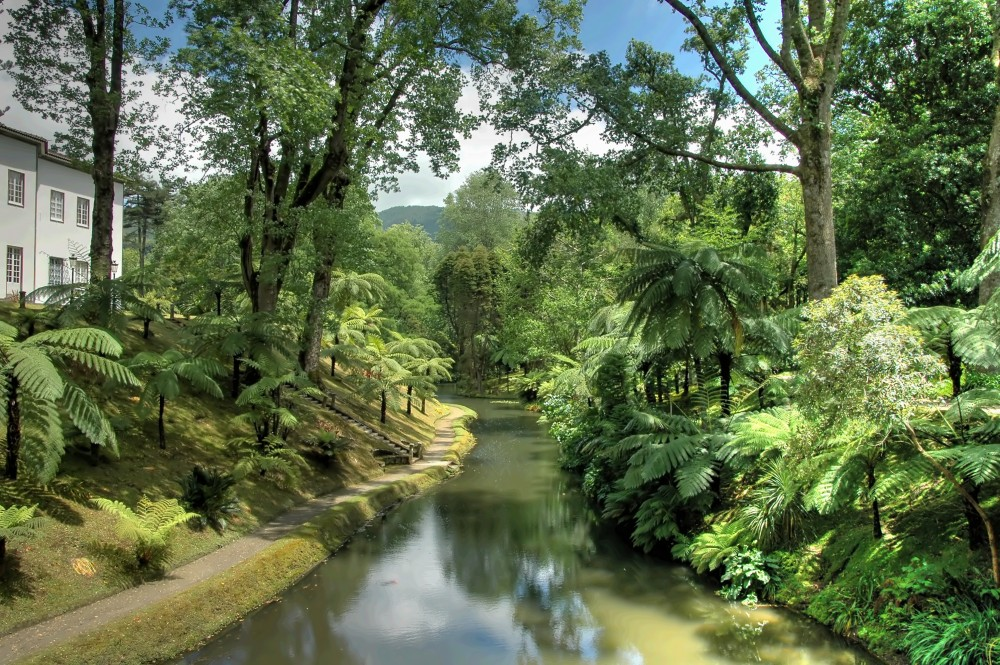
Terra Nostra med parkslottet till vänster.

Amerikanen Thomas Hickling mutade 1769 in ett landområde där han förlade sitt sommarresidens. 1848 såldes det till Visconde de Praia, som hyrde in en engelsk trädgårdsmästare med uppgift att skapa en park, Terra Nostra. I slutet av 1800-talet byggdes ett parkslott, som därefter fungerat som representationsvåning för São Miguels styrande.